# 山越郡
- 令制国一覧 > 北海道 (令制) > 胆振国 > 山越郡
- 日本 > 北海道 > 渡島総合振興局 > 山越郡

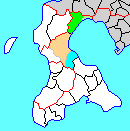
北海道山越郡の位置（緑：長万部町 薄黄・薄青：後に他郡に編入された区域 薄緑・薄青：後に他郡から編入した区域）

山越郡（やまこしぐん）は、北海道（胆振国）渡島総合振興局の郡。
人口4,680人、面積310.76km²、人口密度15.1人/km²。（2025年6月30日、住民基本台帳人口）
以下の1町を含む。
- 長万部町（おしゃまんべちょう）

## 郡域
1879年（明治12年）に行政区画として発足した当時の郡域は、以下の区域にあたる。
- 長万部町の大部分（静狩を除く）
- 二海郡八雲町の一部（熊石各町を除く野田追川以西）

## 歴史

### 郡発足までの沿革
江戸時代の山越郡域には、松前藩によってヤムクシナイ場所が開かれていた。江戸時代初期の寛文9年6月に日高国域を中心に起こったシャクシャインの戦いの際、クンヌイ（現長万部町国縫）において蝦夷軍（アイヌ）と松前藩との戦いが行われている。この戦いで、松前に攻め込むほどの勢いであった蝦夷軍が、鉄砲を主力とする松前藩の前に敗れ形成が逆転、後に平定されている。
江戸時代中期、安永2年長万部に飯生神社が創建される。寛政年間になり、それまで地形が険しく道が途絶え舟に乗り換えていた区間を、幕命を受けた松前藩によって山越郡と虻田郡の境を越える礼文華、弁辺等の山道（国道37号静狩峠の前身）が開削され、渡島国の箱館から道東や千島国方面に至る陸路（箱館から長万部までは国道5号の前身）が繋がっている。
江戸時代後期、国防のため寛政11年山越郡域は天領とされた。享和元年に渡島国亀田郡にあったものを移転し山越内関所が設けられた。これは蝦夷地への武器の持ち込みなどを取り締まる国内最北の関所であった。享和3年には、警固に当たった津軽藩によって長万部 - 虻田間の道路が改修される。文化2年稲荷神社（現在は由追（山越）に移転）が創建され、文化4年には諏訪明神社（現在の山越諏訪神社）が創建された。文政4年には一旦松前藩領に復した。また文政年間には山越内に円融寺の前身の阿弥陀堂が建立された。
安政2年再び天領となり南部藩がヲシャマンベに陣屋（分屯所）を築き警固をおこなった。安政3年には長万部から歌棄（うたすつ）や寿都（すっつ）に至る黒松内越が開削されている。同年、山越内に堂宇が建立され翌4年には円融寺となる。和人の人口が増え、文久元年に山越内関所が廃止され、元治元年6月には長万部付近まで和人地となっていた。慶応2年長万部に善導寺が創立される。戊辰戦争（箱館戦争）終結直後の1869年、大宝律令の国郡里制を踏襲して山越郡が置かれた。開拓使公文録には山越郡に「ヤムクシ」との訓が付してあったが、明治9年の大小区画制の際には「やまこし」になっていた。

### 郡発足以降の沿革
- 明治2年

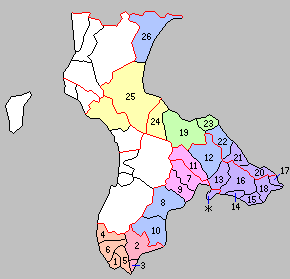
北海道一・二級町村制施行時の山越郡の町村（25.八雲村 26.長万部村 黄：二海郡八雲町 青：区域が発足時と同じ町村）

  - 8月15日（1869年9月20日） - 北海道で国郡里制が施行され、胆振国および山越郡が設置される。開拓使が管轄。
  - 9月14日（1869年10月18日） - 兵部省の管轄となる（北海道の分領支配）。
- 明治3年1月5日（1870年2月5日） - 斗南藩の領地となる（同上）。
- 明治4年8月20日（1871年10月4日） - 廃藩置県により再び全域が開拓使の管轄となる。
- 明治5年
  - 4月9日（1872年5月15日） - 全国一律に戸長・副戸長を設置（大区小区制）。
  - 10月10日（1872年11月10日） - 4月に設置された区を大区と改称し、その下に旧来の町村をいくつかまとめて小区を設置（大区小区制）。
- 明治9年（1876年）9月 - 従来開拓使において随意定めた大小区画を廃し、新たに全道を30の大区に分ち、大区の下に166の小区を設けた。

- 第19大区
  - 1小区 ： 山越内村
  - 2小区 ： 長万部村

- 明治12年（1879年）7月23日 - 郡区町村編制法の北海道での施行により、行政区画としての山越郡が発足。
- 明治13年（1880年）1月 - 茅部山越郡役所の管轄となる。
- 明治14年（1881年） - 八雲村が山越内村から分離して成立。 渡島国茅部郡落部村の一部（野田追・由追・沼尻の各地区）を八雲村に編入。
- 明治15年（1882年）2月8日 - 廃使置県により函館県の管轄となる。
- 明治19年（1886年）
  - 1月26日 - 廃県置庁により北海道庁函館支庁の管轄となる。
  - 12月 - 函館支庁が廃止。
- 明治21年（1888年）3月 - 亀田郡外三郡役所（亀田上磯茅部山越郡役所）の管轄となる。
- 明治30年（1897年）11月5日 - 郡役所が廃止され、亀田支庁の管轄となる。
- 明治32年（1899年）10月1日 - 亀田支庁が移転・改称して函館支庁となる。
- 明治35年（1902年）4月1日 - 北海道二級町村制の施行により、八雲村、山越内村の区域をもって八雲村（二級村）が発足。（1村）
- 明治39年（1906年）4月1日 - 北海道二級町村制の施行により、長万部村（二級村、単独村制）が発足。（2村）
- 明治40年（1907年）4月1日 - 八雲村が北海道一級町村制を施行。
- 大正7年（1918年）7月10日 - 虻田郡弁辺村の一部（字静狩）が長万部村に編入。
- 大正8年（1919年）1月1日 - 八雲村が町制施行して八雲町（一級町）となる。（1町1村）
- 大正12年（1923年）4月1日 - 長万部村が北海道一級町村制を施行。
- 昭和18年（1943年）
  - 2月11日 - 長万部村が町制施行して長万部町（一級町）となる。（2町）
  - 6月1日 - 北海道一・二級町村制が廃止され、北海道で町村制を施行。
- 昭和22年（1947年）5月3日 - 地方自治法の施行により北海道渡島支庁の管轄となる。
- 昭和32年（1957年）4月1日 - 八雲町が茅部郡落部村を編入。
- 平成17年（2005年）10月1日 - 八雲町が爾志郡熊石町（檜山支庁）と合併して二海郡八雲町（渡島支庁）が発足し、郡より離脱。（1町）
- 平成22年（2010年）4月1日 - 渡島支庁が廃止され、渡島総合振興局の管轄となる。